# Acmaeopleura
Acmaeopleura is een geslacht van kreeftachtigen uit de klasse van de Malacostraca (hogere kreeftachtigen).

## Soorten
- Acmaeopleura parvula Stimpson, 1858
- Acmaeopleura rotunda Rathbun, 1909